# Estación de Aadorf
La estación de Aadorf es la principal estación ferroviaria de la comuna suiza de Aadorf, en el Cantón de Turgovia.

## Historia y situación
La estación de Aadorf fue inaugurada en el año 1855 con la puesta en servicio de la línea Wil - Winterthur por parte del Sankt Gallisch-Appenzellischen Eisenbahn. En 1902 fue integrada en los SBB-CFF-FFS.
Se encuentra ubicada en el centro del núcleo urbano de Aadorf. Cuenta con un único andén central al que acceden dos vías pasantes, a las que hay que añadir una vía topera.
En el sur de la comuna también existe otra estación ferroviaria, la estación de Guntershausen, dando servicio a la localidad homónima.
En términos ferroviarios, la estación se sitúa en la línea Wil - Winterthur. Sus dependencias ferroviarias colaterales son la estación de Guntershausen hacia Wil, y la estación de Elgg en dirección Winterthur.

## Servicios ferroviarios
Los servicios ferroviarios de esta estación están prestados por SBB-CFF-FFS:

### S-Bahn Zúrich
La estación está integrada dentro de la red de trenes de cercanías S-Bahn Zúrich, y en la que efectúan parada los trenes de una línea perteneciente a S-Bahn Zúrich:
- S 35 Winterthur - Elgg – Wil